# تله‌ویسا

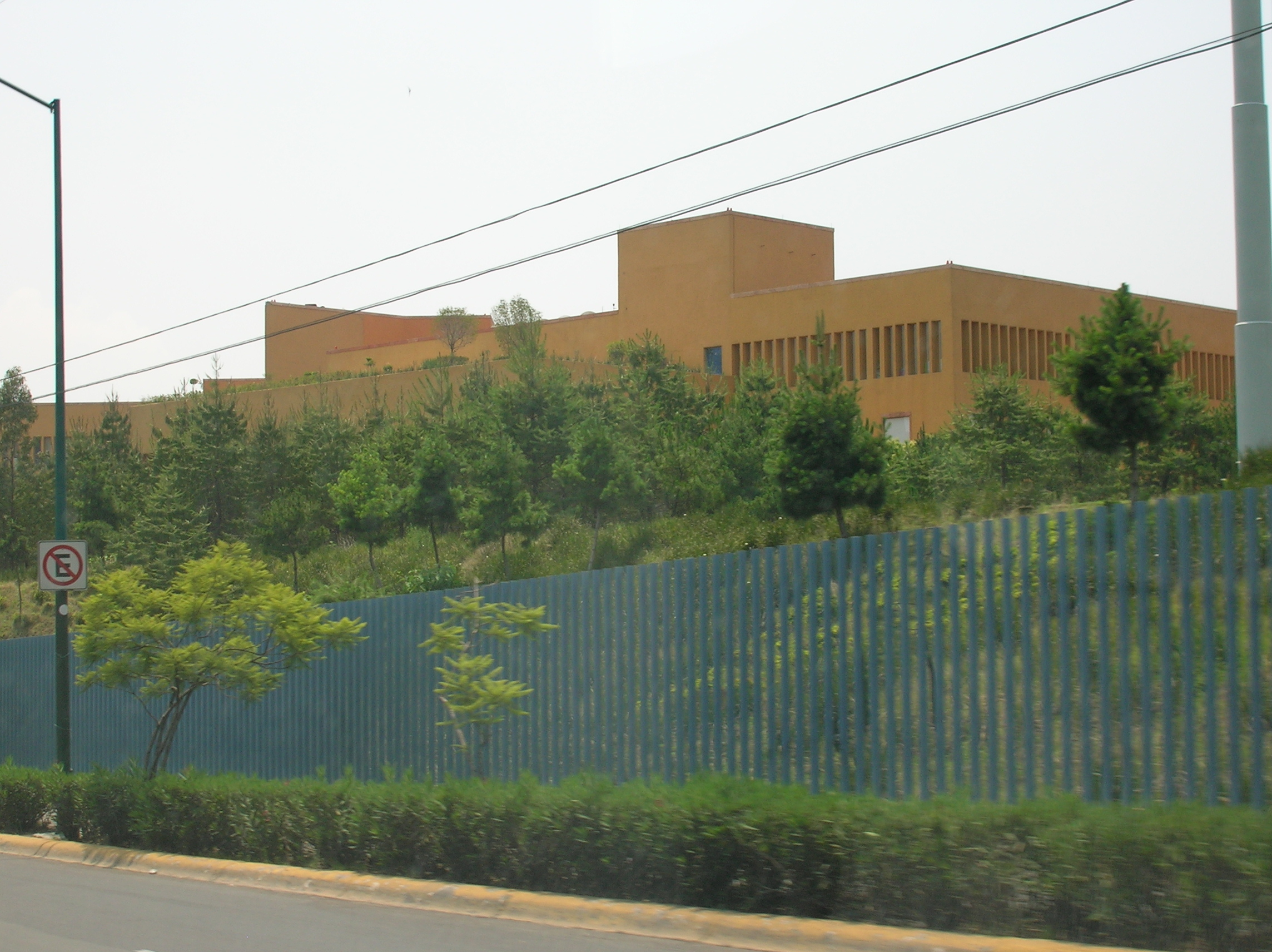

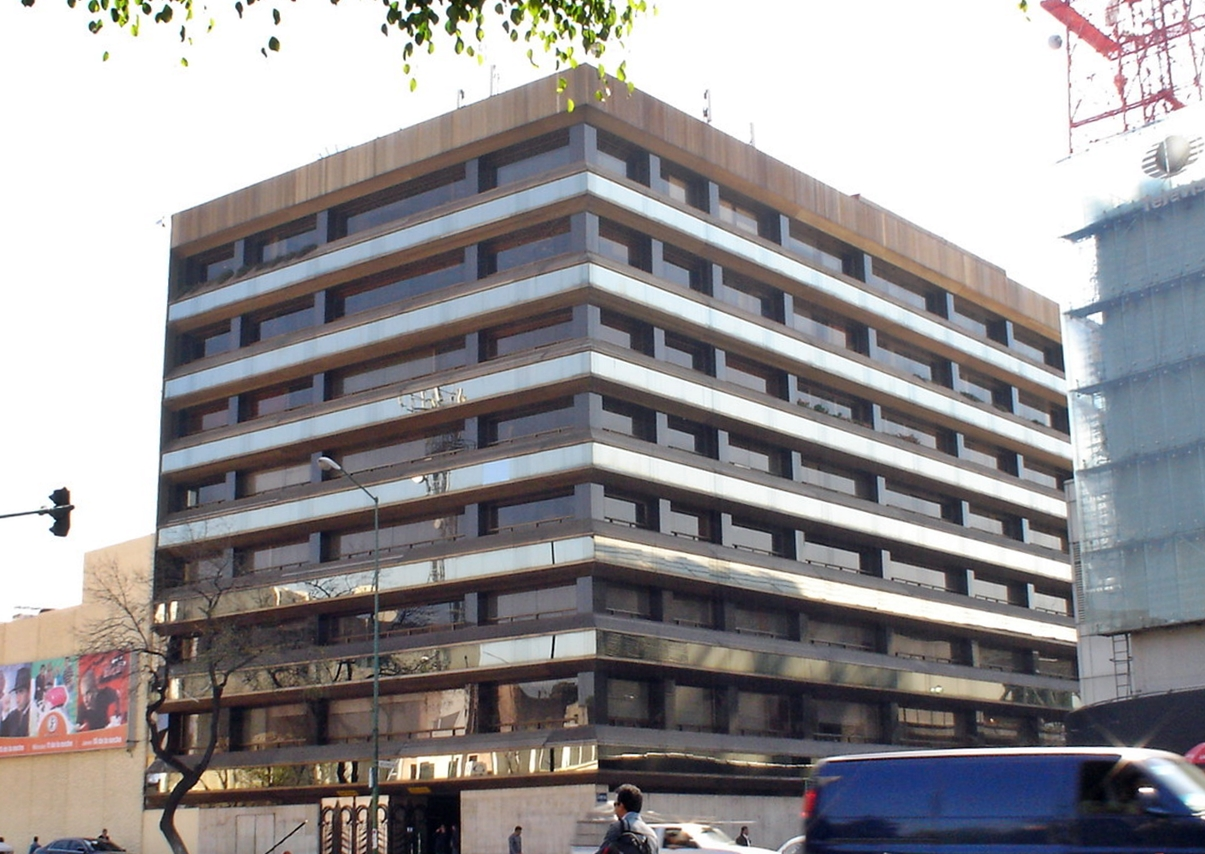

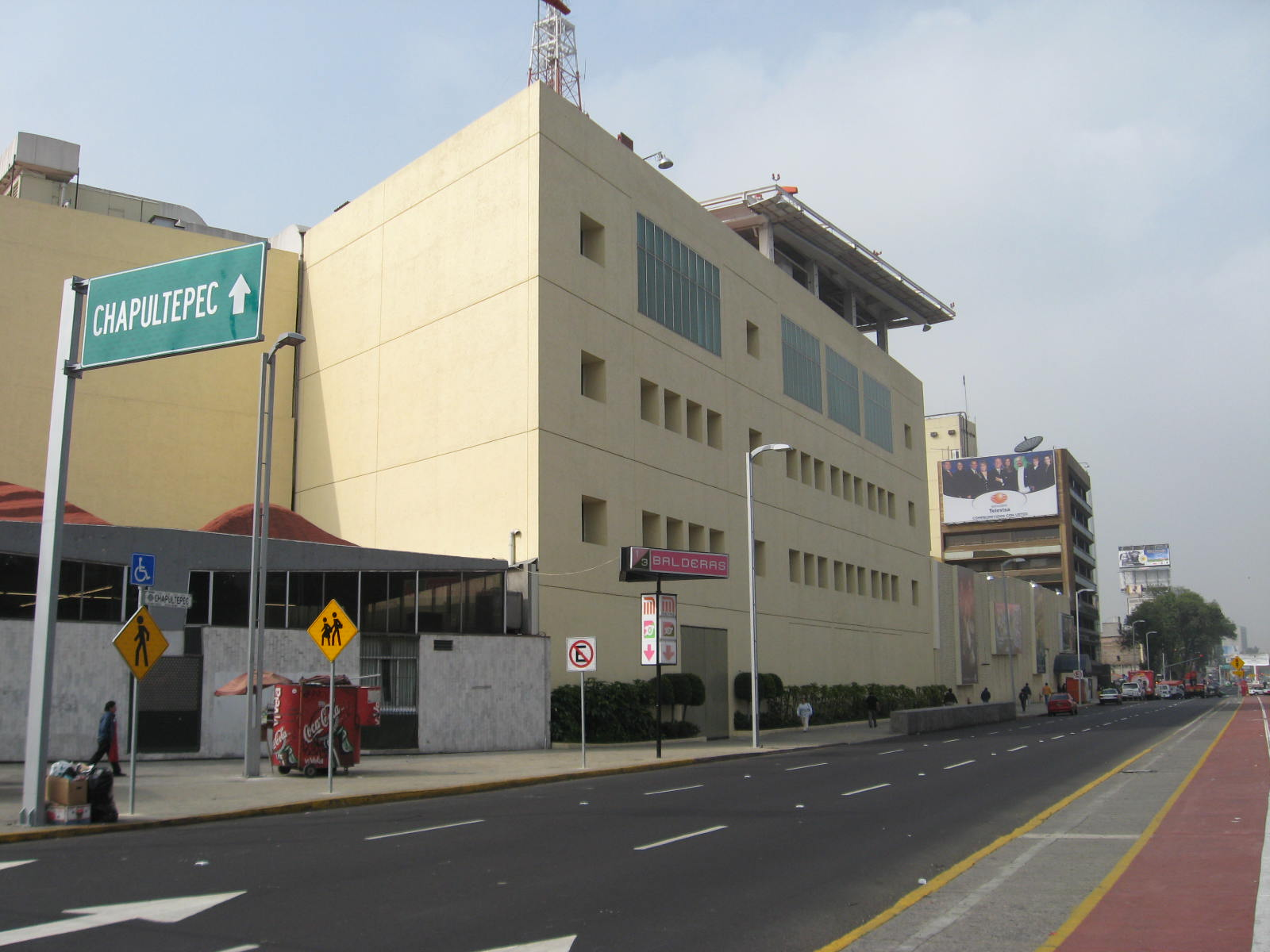

تله‌ویسا (به انگلیسی: Televisa) شرکت رسانه‌ای مکزیکی است، که بعنوان بزرگترین تلویزیون اسپانیایی زبان در آمریکای لاتین شناخته می‌شود.
ریشه‌های تأسیس این شرکت به سال ۱۹۵۵ و شکل‌گیری شبکه تلویزیونی تله‌سیستما مکزیکانو بازمی‌گردد و شرکت کنونی، در سال ۱۹۷۳ توسط امیلیو ازکارگا ویدائورتا تأسیس گردید. شرکت تله ویسا امروزه مالک چهار کانال سراسری، دو شبکه تلویزیونی کابلی و چندین ایستگاه رادیویی می‌باشد. امیلیو آذربراگا خوان مالکیت تله‌ویستا را در اختیار دارد.